# Маниакальный синдром
Маниака́льный синдро́м (др.-греч. μανία «страсть; безумие; влечение») — синдром, характеризующийся триадой симптомов: повышенное настроение по типу гипертимии, идеаторное и психическое возбуждение в виде ускорения мышления и речи (тахипсихия), двигательное возбуждение.
Для маниакального синдрома также характерны, но проявляются не всегда усиление инстинктивной деятельности (повышение аппетита, сексуальности, усиление самозащитных тенденций), повышенная отвлекаемость, переоценка собственной личности (достигающая иногда бредовых идей величия).
Для выявления маниакального синдрома используется тест на манию — так называемая шкала Альтмана.

## Этиология и факторы риска
Наиболее часто маниакальный синдром наблюдается в рамках биполярного аффективного расстройства. В этих случаях он протекает приступообразно, в виде «эпизодов» с характерными этапами развития. Выраженность симптомов, входящих в структуру маниакального эпизода, может быть различной, меняться у одного больного в зависимости от стадии развития заболевания.
Кроме того, маниакальный синдром может наблюдаться при инфекционных, токсических, органических и других психозах, на почве церебрального или общесоматического заболевания. Поэтому необходимо производить тщательное соматическое обследование маниакальных пациентов. В частности, маниакальный синдром может быть проявлением гипертиреоза.
Маниакальный синдром также может быть индуцирован наркотиками или лекарственными средствами (например, антидепрессантами, тетурамом, бромидами, мепакрином (акрихином), изониазидом, кортикостероидами, леводопой, бромокриптином, галлюциногенами, опиатами, кокаином и другими стимулирующими препаратами), развиться после перенесённого соматического заболевания или хирургической операции:195. Маниакальный синдром при применении антидепрессантов развивается не только у пациентов с биполярным аффективным расстройством, но и (значительно реже) у пациентов с униполярной депрессией и у пациентов с обсессивно-компульсивным расстройством. При дифференциальной диагностике у пациентов, у которых маниакальный синдром присутствует на фоне приёма антидепрессантов (а также у лиц, злоупотребляющих психоактивными веществами), о диагнозе биполярного аффективного расстройства можно думать лишь в том случае, если симптомы мании отмечались до начала приёма антидепрессанта или наркотика или если они длятся не менее месяца после его отмены:754—755.
К факторам риска развития маниакального синдрома у пациентов с биполярной депрессией относятся (по данным, полученным главным образом в небольших или в ретроспективных исследованиях):
- Приём антидепрессантов (особенно трициклических)
- Коморбидное злоупотребление психоактивными веществами
- Относительно более молодой возраст
- Снижение уровня ТТГ
- Быстрая цикличность
- SS-генотип транспортёра серотонина
- Наличие биполярного расстройства I типа
- Гипертимический темперамент (гипертимическая акцентуация личности)
- Наличие смешанной депрессии
- Предшествующее количество маниакальных эпизодов у пациента
- Отсутствие в схеме лечения нормотимика
- Женский пол
- Наличие психоза

## Симптоматология
Маниакальный синдром, подобно депрессивному, определяют как наличие триады признаков — у маниакального синдрома эта триада противоположна триаде признаков при депрессии:
- Повышение настроения (гипертимия). Аффект тоски, покинутости, безысходности не возникает даже тогда, когда его следовало бы ожидать по психологически понятным причинам.
- Ускорение мышления (тахипсихия) с облегчением ассоциативного процесса (уменьшением задержки между мыслями, уменьшением строгости критериев для появления ассоциаций) вплоть до скачки идей (при этом не теряется логика отдельных суждений), появлением идей величия (в первую очередь собственного) и, возможно, с отрицанием вины и ответственности (импунитивные тенденции).
- Повышение побудительной и двигательной активности (гипербулия). Одним вариантом гипербулии является растормаживание активности, направленной на получение удовольствия: больные в маниакальном состоянии больше пьют алкоголя (дипсомания), употребляют наркотики, едят, заводят множество сексуальных связей и т. д. Другим вариантом является использование множества видов деятельности с неизбежным падением продуктивности: ни одно дело не доводится до конца.

## Классификация
Помимо «чистого» варианта маниакального синдрома, возможны варианты, при которых один из признаков менее или более выражен, чем обычно, или вообще отсутствует (меняется на противоположный). Соответственно, возможны следующие варианты маниакального синдрома:
- Все симптомы выражены в равной степени:
  - Классическая, или «чистая», мания.
  - Гипомания — состояние, при котором все три симптома присутствуют, но не достигают уровня расстройства, то есть не нарушают поведение и социальное функционирование человека и не сочетаются с психотическими расстройствами.
- Один из симптомов более выражен, чем обычно:
  - Гипертимическая (радостная) мания — самым выраженным симптомом является необычайно высокое настроение (гипертимия), выражающаяся празднованием, ликованием.
  - Спутанная мания — ускорение ассоциаций (тахипсихия), достигающее степени скачки идей.
- Один из симптомов меняется на противоположный (см. Смешанное состояние):
  - Гневливая мания — ускорение мышления и повышение двигательной активности сопровождается снижением настроения, что проявляется в виде повышенной злобности, раздражительности, агрессивных поступков, в части случаев доходит до деструктивного и аутодеструктивного поведения.
  - Маниакальный ступор — повышенное настроение и ускоренное мышление, сопровождающиеся двигательной заторможенностью.
  - Непродуктивная мания — повышенные настроение и двигательная активность в сочетании с замедлением мыслительной активности.

Также бывает, что мания протекает вместе с психотическими симптомами. Примеры:
- Маниакально-параноидный вариант — маниакальный синдром с появлением бредовых идей отношения и преследования.
- Бредовый вариант — в структуре маниакального синдрома центральное место занимает стойкий бред величия — бред собственной положительной исключительности. При маниакальном синдроме бредовые идеи лишены нелепости и фантастичности, обладают определённой логичной последовательностью, их содержание чаще связано с профессиональной деятельностью больного.
- Онейроидная мания — на высоте маниакального синдрома появляются нарушения сознания по онейроидному типу с фантастическими галлюцинаторными переживаниями.